# Clavibacter michiganensis
Clavibacter michiganensis – gatunek gramdodatnich bakterii.

## Morfologia i fizjologia
Clavibacter michiganensis to proste lub nieco zakrzywione pałeczki o wielkości 0,4–0,75 × 0,8–2,5 µm, o nieregularnym, często maczugowatym kształcie. Zazwyczaj występują pojedynczo, ale często w parach o kształcie litery V, lub palisadowo. Bakterie ze starszych kultur przybierają niekiedy formę kokoidalną. Komórki są nieruchliwe i nie tworzą przetrwalników. Na pożywce SCM po siedmiu dniach rozwoju tworzą wypukłe, cylindryczne kolonie o barwie od jasnożółtej do mlecznożółtej i średnicy 3–8 mm.
Bakterie z rodzaju Clavibacter są obligatoryjnymi tlenowcami, do rozwoju wymagającymi pożywek bogatych w substancje odżywcze. Optymalna temperatura dla ich wzrostu wynosi 25–28 °C. Clavibacter michiganensis subsp. michiganensis może wytwarzać α-mannozidazę, β-ksylozidazę, endo-β-1,4-glukanazę. Większość bakterii posiada od 5 do 25 różnych kwasów tłuszczowych. Gatunki bakterii gram-dodatnich zwykle nie posiadają hydroksykwasów, ale bogate są w kwasy rozgałęzione. Na podstawie względnych ilości poszczególnych kwasów można dokładnie zróżnicować gatunek i podgatunek. U szczepów C. m. subsp. m pochodzących z różnych obszarów geograficznych stwierdzono obecność kwasu izopentakaprynowego, anteizopentakaprynowego, izopalmitynowego i anteizoheksakapryowego. Chromosom C. m. subsp. m składa się z 3,2 × 106 par zasad. Przeciętna zawartość guaniny i cytozyny w DNA wynosi około 72%.

## Clavibacter michiganensisjako patogen roślin
Istnieją podgatunki C. michiganensis. W Polsce wśród roślin uprawnych wywołują one choroby zwane bakteriozami:
- Clavibacter michiganensis subsp. insidiosus (McCulloch) Davis et al. – bakteryjne więdnięcie lucerny
- Clavibacter michiganensis subsp. michiganensis (Smith) Davis et al. – rak bakteryjny pomidora
- Clavibacter michiganensis subsp. nebraskensis (Vidaver et Mandel) Davis et al. – bakteryjna drobna plamistość liści i więdnięcie kukurydzy
- Clavibacter michiganensis subsp. sepedonicus (Spieckerman et Kotthoff) Davis et al. – bakterioza pierścieniowa ziemniaka
- Clavibacter michiganensis subsp. tessellarius (Carlson et Vidaver)Davis et al. – bakteryjna mozaika pszenicy[2].

W Polsce podgatunki insidiosus, michiganensis i sepedonicus są organizmami kwarantannowymi.